# Eremocharis granulosa
Eremocharis granulosa är en insektsart som först beskrevs av Walker, F. 1871.  Eremocharis granulosa ingår i släktet Eremocharis och familjen Pamphagidae.

## Underarter
Arten delas in i följande underarter:
- E. g. clavicornis
- E. g. brachycera
- E. g. bampura
- E. g. granulosa
- E. g. roseipes
- E. g. khorasana
- E. g. rufipes